# Аграфа (район)
Вижте пояснителната страница за други значения на Аграфа.
Аграфа (на гръцки: Άγραφα) е планински район и малка историческа област в южната част на Пинд. Административно попада на териториите на номите Евритания и Кардица. Аграфа е най-южната част от планинската верига на Пинд. Най-високата кота на Аграфа е връх Карава.
В централната част на областта е долината на река Аграфиотис, заобиколена от три страни от стръмните и почти отвесни стени на 2000-метров скален масив. В най-южната си част реката протича през цяла серия тесни и в по-голямата си част непроходими клисури, за да се влее в изкуственото езеро Кремаста. Другата река в областта Мегдова (Тавропос) захранва с водите си и язовир Пластира.

## История
Областта е известна като ползваща се със своеобразна автономия през цялото 400-годишно османско управление на територията на съвременна Гърция, по силата на договор от Тамаси от 10 май 1525 г. Районът се нарича Аграфа, в превод незаписан, защото османците никога не са покорявали този планински регион (подобно на Стара Черна гора), а основно куцовлашкото му население не фигурирало във фискалните списъци на султана. Местните куцовласи развиват предимно скотовъдна дейност, която поради своята специфика не попада в регистрите на Османската империя, а османските списъци отразяват стопанското състояние на подвластната им територия, а не населението, поради и което местните жители на Аграфа останали незаписани.
Повечето от горите в Аграфа са собственост на гръцки православни манастири, което предходно положение, установено още от времето на Душановото царство, се е запазило в продължение на седем столетия до 21 век, включително и по време на османското владичество на Балканите. През 1600 г. известния Дионисий Философ, който тогава бил епископ на град Трикала, застанал начело на бунт срещу османците, подигнат от местното население на Аграфа (след известната битка при Лепанто през 1571 г.).
По време на османското владичество, Аграфа се превръща в своеобразен книжовен център (подобен на Метеора, Света гора, Рилския манастир).
През 20 век, основно по време и след гражданската война в Гърция, много от местните хора от областта изоставят своя традиционен поминък и села в които живеят от векове, за да се заселят в големите градове на Гърция, както и в Съединените щати, Канада, Австралия и Германия. По този начин те се спасяват от крайната мизерия в която е изпадала областта по време на бурните събития и обществени сътресения обхванали Гърция през 19 и 20 век. Масовата миграционна вълна от региона започва през 1920 г. и почти затихва през 1970 г., т.е. тя е с продължителност от половин век.
Исторически погледнато, мнозинството от населението на Аграфа се занимава със земеделие, скотовъдство и текстилно производство, което е традиционен поминък. Известен е местния боб, който притежава изключителни вкусови качества. Също така добри приходи за областта носи и продажбата на дървесина от местните гори, които са по правило собственост на православните манастири.
Нова ера в историята на Аграфа слагат 50-те години на ΧΧ век. По предложение на тогавашния министър-председател на Гърция Николаос Пластирас, родом от Аграфа, започва строителството на язовира Пластира в областта. Благодарение и на това стопанско предприятие, Аграфа от един от най-бедните и най-отдалечените региони на Гърция, бързо се превръща в туристическа атракция.